# Cannonball Adderley Live!
Cannonball Adderley Live! è il settimo album live di Julian Cannonball Adderley, pubblicato nel 1964 dalla Capitol Records.

## Tracce
Lato A
1. Little Boy with the Sad Eyes – 12:35 (Nat Adderley)
2. Work Song – 8:30 (Nat Adderley)

Durata totale: 21:05
Lato B
1. Sweet Georgia Bright – 6:25 (Charles Lloyd)
2. The Song My Lady Sings – 15:05 (Charles Lloyd)
3. Theme – 1:10

Durata totale: 22:40

## Musicisti
Cannonball Adderley Sextet
- Julian Cannonball Adderley - sassofono alto
- Nat Adderley - cornetta
- Charles Lloyd - sassofono tenore, flauto
- Joe Zawinul - pianoforte
- Sam Jones - contrabbasso
- Louis Hayes - batteria